# Maxus V90
La Maxus V90 è un furgone prodotta dalla casa automobilistica cinese Shanghai Automotive Industry Corporation (SAIC) con marchio Maxus dal 2019. Viene venduto anche in Irlanda e Regno Unito dove viene chiamato Maxus Deliver 9 e in Australia e Nuova Zelanda come LDV Deliver 9.
Il V90 è un modello di furgone leggero da 2 a 18 posti, presentato durante il Salone dell'Auto di Shanghai del 2019. Al lancio è disponibile con un unico motore turbo diesel da 2,0 litri da 150 cavalli e 375 Nm.